# Shanghai Disneyland Hotel
Het Shanghai Disneyland Hotel (Mandarijn: 上海迪士尼乐园酒店) is een hotel in het Shanghai Disney Resort, dat werd geopend op 16 juni 2016. Het thema van het hotel richt zich op art nouveau met een Disney-twist.

## Beschrijving
Het Shanghai Disneyland Hotel ligt naast het Wishing Star Lake, aan de overzijde van Shanghai Disneyland. Tussen het hotel en Shanghai Disneyland loopt een bootverbinding die enkel voor hotelgasten te gebruiken is. Het hotel beschikt over 420 kamers.

### Restaurants
Het Shanghai Disneyland Hotel beschikt over 3 restaurants: Aurora, het Ballet Café en Lumieres Kitchen:
- Aurora is een vijfsterrenrestaurant dat uitzicht biedt op Wishing Star Lake. Het houdt zich binnen de kader van art nouveau, met enkele hints naar de film Doornroosje.
- Ballet Café is een quick service restaurant dat binnen het art noveau-thema gethematiseerd is naar de Urendans-scène uit de film Fantasia.
- Lumieres Kitchen is een buffetrestaurant waarbij Disneyfiguren door het restaurant heen lopen. Het restaurant is gethematiseerd naar de Be our guest-scène uit de film Belle en het Beest.

Daarnaast bevindt zich in het hotel de Bacchus Lounge en is er roomservice aanwezig in het hotel.

### Winkel
Het hotel beschikt over één winkel, Tinker Bell Gifts, alwaar knuffels, speelgoed en Disney-merchandise worden verkocht.